# Javier Aranburu
Javier Aranburu (París) es fotógrafo español. Con exposiciones en Pekín, Trieste, San Francisco y Madrid, obtuvo el premio Lux de Oro de la Asociación de Fotógrafos Profesionales de España (AFPE) en 2019. Es autor del libro de fotografía Retrato de Madrid (2020).

## Desarrollo profesional
Nacido en París, a los 15 años se instaló en Madrid, ciudad que ha inspirado gran parte de su obra. Economista de formación, ha dedicado su vida profesional a la fotografía.
Sus pasos como fotógrafo comenzaron como fotógrafo de moda en la Madrid Fashion Week, para cubrir posteriormente la Fashion Week de Nueva York, donde se quedó por un tiempo tras conseguir trabajo en la biblioteca del International Center of Photography (ICP).
Se formó como fotógrafo en el mismo (ICP)  y fue asistente de la fotógrafa Mary Ellen Mark.  Como fotógrafo multidisciplinar ha hecho fotoperiodismo, fotografía publicitaria, de viajes y ciudades y artística, además de la divulgación de la cultura visual y fotográfica. Fue después fotógrafo de prensa para Europa Press, El País Semanal, El Mundo, DeViajes, Vogue, Elle, y Hola viajes, con quienes colaboró y que publicaron sus reportajes de fotoperiodismo. Poco después llegó la fotografía de calle, que significa libertad  y democracia, porque está al alcance de todos.
Como divulgador y formador ha sido profesor de fotografía en el Istituto Europeo de Design (IED), en la Escuela de Arte de Talavera; y miembro del jurado del concurso de fotografía del  Instituto Universitario de Desarrollo y Cooperación (IUDC), de la Universidad Complutense.
La dedicación a Madrid como fotógrafo comenzó en 2004, sin que hubiera una predeterminación, dejándose llevar por su ciudad adoptiva. Su serie de fotografías You love Madrid, expuestas inicialmente en el Aeropuerto Adolfo Suárez Madrid Barajas, se mostraron después en el Ateneo de Madrid, y en PhotoEspaña.
En 2020 publicó el libro de fotografía Retrato de Madrid (Anaya Photo Club), con más de 200 imágenes y cuya primera foto es un retrato premonitorio de la ciudad durante el Covid-19, además de otras que se anticipaban a la pandemia y el confinamiento.  El libro quería dar una imagen de la heterogeneidad de la ciudad. Las fotografías se realizaron inicialmente con cámara analógica de película y posteriormente con una réflex digital de formato completo, y con objetivos intercambiables.
Ha retratado la ciudad en otros momentos clave, durante el confinamiento debido al Covid-19, con la serie de fotos Otros habitantes, y con la nevada histórica de enero de 2021, que paralizó la ciudad durante diez días.
Entre los retratos a personas destacadas de la cultura se encuentran las fotografías hechas a: Ara Malikian, Elvira Sastre, Boa Mistura, María Hervás, Alberto Velasco, Maika Makovski, Eugenio Recuenco, Rodrigo Cortés,  Rosendo, Luis Tosar, Joaquín Sabina, Alaska, Bimba Bosé y Michael Robinson, entre otros.
Como galerista fundó en 2011 la galería Yellow Tomate en el barrio madrileño de Chamberí, apostando por la libertad creativa. En 2017 la galería adoptó el nombre del fotógrafo.
En 2009 el fotógrafo pasó un mal trago, al ver una de sus obras supuestamente plagiada por el cartel de la película Mapa de los sonidos de Tokio, de Isabel Coixet, que había sido publicada en 2008 en la revista de moda Avenue Illustrated, por lo que el  fotógrafo demandó a la productora.
En 2020 se integró al ARCHIVO COVID, un proyecto de fotoperiodismo colaborativo que refleja la vida durante el periodo del confinamiento debido a la pandemia Covid-19.

## Publicaciones
- Retrato de Madrid,  Anaya Photo Club, 2020.
- Archivo Covid, 2020.[26]
- "El shogun y la lolita", revista Cultura Inquieta, 2021.[27]
- Reportaje fotográfico de Javier Aranburu, LF Magazine, 2021.[28]
- Reportaje en Kit del fotógrafo, 2021.[29]
- "Más allá de los JJOO: Japón a través del objetivo de Javier Aranburu", revista Viajar, 2021.[30]
- Reportaje sobre Japón, Xataka foto, 2021.[31]

## Exposiciones individuales
2021- Instituto Cervantes de Pekín,  Fragmentos de Madrid.
2018- PhotoEspaña, You Love Madrid.
2017- Ateneo de Madrid, You Love Madrid.
2017- Aeropuerto Adolfo Suárez Madrid Barajas, You Love Madrid.

## Exposiciones colectivas
2020- Museo de Diseño de Barcelona, Beyond Black.
2019- Festival Internacional Trieste Photo Days, Isolated.
2019- San Francisco, Harvey Milk Photo Center,  Street photo.
2019- Roma, Espacio Millepiani, The Game.

## Reconocimientos
- I Premio LUX de Oro, categoría Moda y Belleza, Beyond Black, Asociación de Fotógrafos Profesionales de España (AFPE), 2019[2]
- Mención de honor, categoría Photo Essay International Photography Awards (IPA), Los Angeles, 2019[37]
- Mención de honor, categoría Arquitectura ND Awards, 2019.[38]
- Mención de honor categoría Street Photography Annual Photography Awards (APA), 2019.[39]
- Finalista en la categoría de Street Photography, San Francisco StreetPhoto Contest, 2019.[35]
- Mención de Honor- Monochrome Awards, categorías Moda y Paisajes, 2021.[40]
- Mención de honor en la categoría Fine Art en los Annual Photography Awards (APA), 2020.[41]
- Nominado a la mejor fotografía en la categoría de Moda en los Fine Art Photography Awards (FAPA), 2021.[42]